# Troglarmadillidium machadoi
Troglarmadillidium machadoi là một loài chân đều trong họ Armadillidiidae. Loài này được Vandel miêu tả khoa học năm 1945.